# إبراهيم الناصر الحميدان
إبراهيم الناصر الحميدان (1933- 8 مارس 2013)، روائي وقاص سعودي، يعد من أبرز كُتاب السرد بنوعيه الروائي والقصصي، وأحد رواد الحركة الأدبية، إذ ساهم في نضوج فن القصة القصيرة في السعودية، منذ بداياته مطلع الستينيات الميلادية، وهو حائز على درع الريادة من مؤتمر الأدباء السعوديين الثاني، وجائزة المفتاحة على ريادته في الكتابة السردية، كما كُرّم من قبل نادي جدة وأبها الأدبيين، وشارك في تكريمه والاحتفاء به أيضًا منتدى الاثنينية الأدبي الثقافي،
له إسهامات مختلفة في الإذاعة والتلفزيون والصحافة، أصدر نحو 15 مؤلف ما بين الرواية والقصة والسيرة الذاتية، وتُعد رواية (ثقب في رداء الليل) أول أعماله الروائية وأشهرها، صدرت عام 1961، وفي ذات العام أصدر مجموعته القصصية الأولى بعنوان (أمهاتنا والنضال)، وعادةً ما تركز أعماله على متغيرات المجتمع الحديثة والحنين إلى أصالة الماضي، توفي في الرياض في 8 مارس 2013.

## مؤلفاته
1. أمهاتنا والنضال (مجموعة قصصية)
2. ثقب في رداء الليل (رواية)
3. أرض بلا مطر (مجموعة قصصية)
4. سفينة الموتى (رواية)
5. غدير البنات (مجموعة قصصية)
6. عذراء المنفى (رواية)
7. غيوم الخريف (رواية)
8. عيون القطط (مجموعة قصصية)
9. رعشة الظل (رواية)
10. نجمتان للمساء (مجموعة قصصية)
11. دم البراءة (رواية).
12. الغجرية والثعبان (رواية)
13. جدران الريح (رواية)
14. العذراء العاشقة (مجموعة قصصية).
15. شظايا الذاكرة (سيرة ذاتية).[4]